# ری دالیو
ری دالیو (انگلیسی: Ray Dalio؛ زادهٔ ۸ اوت ۱۹۴۹) کارآفرین، کارشناس مالی و سرمایه‌گذار اهل ایالات متحده آمریکا است، که در رتبه‌بندی سال ۲۰۱۹ مجله بلومبرگ با دارایی خالص بیش از ۱۸ میلیارد دلار، در رتبه ۵۸ از فهرست ثروتمندترین افراد جهان قرار گرفت. وی در سال ۱۹۷۵ شرکت بریجواتر را تأسیس کرد.